# 熊華國
熊華國（？—1645年），字自含，湖廣荊州府江陵縣人，明朝、南明政治人物。

## 生平
熊華國年小時以孝順聞名，天啟元年（1621年）中舉人，崇禎十三年（1640年）成進士，獲授晉江知縣。任內有名聲，代理南安縣事時曾招降海寇，捕殺對方內應，令泉州安寧。
隆武元年（1645年）七月，隆武帝任命熊華國為太僕少卿，兼任天興府尹，帶領民兵平定在福清、永福、古田、羅源搶掠的山寇涂紹、王可，不久去世。

## 引用
1. 1 2  錢海岳《南明史·卷四十八·列傳第二十四》：隆武時，黃道周薦（錢嘉徵）遷山東道御史，代熊華國為天興府尹。……華國，字自含，江陵人。崇禎十三年進士。自晉江知縣累擢太僕少卿，兼天興府尹。福清、永福、古田羅源山寇涂紹、王可恃險連結恣掠，練鄉兵平之。未幾卒。
2. ↑  光緒《重修江陵縣志·卷四十五·選舉志》：天啟元年辛酉科（舉人）……熊華國
3. ↑  光緒《重修江陵縣志·卷二十七·人物志》：熊華國，字自含，幼以孝聞，崇禎庚辰進士。知晉江縣有聲。署篆南安，諭降斗姥賊海寇，捕其內應戮之，泉郡以安。
4. ↑  錢海岳《南明史·卷二·本紀第二》：（弘光元年六月丁未）……副使曹學佺疏陳三事。封鄭芝龍平虜侯，鄭鴻逵定虜侯，鄭芝豹澄濟伯，鄭彩永勝伯；黃道周吏部尚書、武英殿大學士，蔣德璟戶部尚書、文淵閣大學士，林欲楫禮部尚書、東閣大學士，朱繼祚禮部尚書、東閣大學士，曾櫻工部尚書、東閣大學士，陳洪謐禮部左侍郎、東閣大學士，黃鳴俊兵部右侍郎、東閣大學士，李春光兵部右侍郎、東閣大學士，預機務；傅冠禮兵二部尚書、文淵閣大學士、督師；呂大器兵部尚書、東閣大學士、總督；顧錫疇兵部尚書、東閣大學士，督師溫州；王錫袞禮部尚書、東閣大學士，總督雲、貴、湖、川、廣軍務恢剿；王應熊兵部尚書、武英殿大學士，總督川、湖、雲、貴、廣西、鄖陽；朱大典兵部尚書、東閣大學士，督師金華。召高弘圖吏部尚書、文淵閣大學士，姜曰廣禮部尚書、文淵閣大學士。吳甡戶兵二部尚書、文淵閣大學士，鄭三俊吏部尚書、東閣大學士，葉廷桂刑部尚書、東閣大學士，陳奇瑜兵部右侍郎、東閣大學士，未至。何楷戶部尚書，張肯堂兵部尚書；周應期刑部尚書；林宰工部尚書；路振飛右都御史；王志道、郭維經吏部右侍郎；林銘鼎戶部左侍郎；嚴起恆戶部右侍郎，總督湖廣錢法；黃錦禮部左侍郎；曹勳禮部左侍郎，協理詹事府；宋賢、方文耀兵部左侍郎；劉安行、吳時亮、李陳玉兵部右侍郎；王命璿刑部左侍郎；周瑞豹刑部右侍郎；葛寅亮工部左侍郎；周昌晉通政使，熊化、余日新大理卿；周廷鑨、郭之祥詹事、侍讀學士；朱天麟少詹事；賴垓左庶子、祭酒；祁熊佳、嚴似祖左中允、侍讀；方以智贊善；張家玉翰林院侍講；楊錫璜、曹學佺、田芳、鄭昆貞太嘗卿；陳天定太僕卿；季長倩太僕少卿；李長春僉都御史；袁彭年都給事中；熊開元給事中；羅萬藻禮部主事；堵胤錫右都御史，巡撫湖北；傅上瑞僉都御史，巡撫偏沅；郭必昌僉都御史，巡撫福建；熊華國太僕少卿、天興府尹；龐天壽司禮掌印太監。